# Шищенко, Михаил Тарасович
Михаил Тарасович Шищенко (1917—1979) — участник советско-финской войны, подпольщик Великой Отечественной войны, участник антифашистской организации «Молодая Гвардия».
Брат — Александр, также участник подполья.

## Биография

### До войны
Михаил Шищенко родился 5 февраля 1917 года в поселке Сорокино Екатеринославской губернии в семье шахтера. Отец его — Тарас Порфирьевич — прошел сложный жизненный путь: в детстве он батрачил на помещика, после революции сражался на фронтах гражданской войны, затем работал забойщиком на шахтах. 7 классов закончил в поселке Бугураево Ростовской области, куда переехал вместе с родителями.
Здесь в 1932 году его приняли в комсомол.
В 1939 году семья Михаила вернулась в поселок Краснодон. Трудовую деятельность начал на шахте № 5 треста «Бугураевуголь». Возглавлял комсомольскую ячейку.
С 1938 по 1940 годы служил в армии, участвовал в советско-финской войне, был ранен. После демобилизации Михаил возвращается на родину. Работает в Краснодоне десятником, а затем помощником начальника шахты № 1-5 и одновременно возглавляет комсомольскую организацию шахты. Его избирают членом бюро, а затем внештатным секретарем Краснодонского райкома комсомола.

### Во время войны
Накануне оккупации Ворошиловградский обком комсомола оставляет его для подпольной работы в тылу врага. Михаил Шищенко активно включается в борьбу. Как человек более опытный, он помогает младшим товарищам в подготовке и проведении многих операций. При его участии был смонтирован радиоприемник, по которому молодогвардейцы слушали сводки Совинформбюро, переписывали их и распространяли среди населения. В составе группы молодогвардейцев Михаил выводит из строя вражеские коммуникации, распространяет листовки, проводит агитацию среди рабочих. Он принимает активное участие в вывешивании флага на здании шахты № 5 поселка Краснодона в канун 25-летия Советской власти. В дни арестов Михаилу Шищенко удалось уйти от преследования оккупантов.
В мае 1943 года Ворошиловградский обком комсомола направляет его первым секретарем Ровеньковского райкома ЛКСМУ.
В 1945 году Михаил Шищенко вступил в ряды Коммунистической партии.

### После войны
В послевоенные годы Михаил Тарасович работал председателем Ровеньковского райкома профсоюза угольщиков, помощником начальника Дзержинского шахтоуправления, секретарем парторганизации Алмазнянского шахтоуправления, заместителем управляющего трестом «Фрунзеуголь».
В 1961 году закончил Ровеньковский горный техникум.
В 1970 году был назначен заместителем начальника управления материально-технического снабжения комбината «Донбассантрацит».
В последние годы он работал помощником директора шахты имени XXIII съезда КПСС по кадрам.
Жители города Ровеньки неоднократно избирали его депутатом городского Совета.
Умер 5 мая 1979 года.
Похоронен на городском кладбище в Ровеньках.

## Награды
Награждён орденами Красной Звезды и Октябрьской Революции, медалью «Партизану Отечественной войны» 1-й степени.